# Han Yu
Han Yu (ur. 768, zm. 824) – chiński poeta, publicysta i polityk, jeden z prekursorów neokonfucjanizmu.

## Poglądy
Odgrywał wybitną rolę wśród ówczesnych filozofów-konfucjanistów, krytykował buddystów zarzucając im, że nauką swą wprowadzają ludzi w świat złudzeń, a nie nawołują ich do rozwiązywania problemów życia ziemskiego.
W traktacie O człowieku dowodził, że człowiek stoi w jednym rzędzie ze wszystkimi istotami żywymi i nie może stać ponad przyrodą. W literaturze postulował powrót do klasycznych form literackich, pozbawionych ozdobnych słów i wyszukanych porównań.
Jako przeciwnik religii występował ostro przeciwko taoizmowi i buddyzmowi, który uważał za barbarzyński zabobon obcy chińskiej kulturze. Domagał się zamknięcia klasztorów i rozdania ich posiadłości ziemskich ludziom. W 819 roku za opublikowanie antybuddyjskiego pamfletu Kość Buddy został zesłany do Chaozhou w prowincji Guangdong. Po zmianie na tronie cesarskim w 821 roku wrócił do łask i zezwolono mu na powrót do stolicy.